# Agatocle (nome)
Agatocle  è un nome proprio di persona italiano maschile.

## Varianti
- Femminili: Agatoclia

### Varianti in altre lingue
- Greco antico: Ἀγαθοκλῆς (Agathokles)[1]
  - Femminili: Ἀγαθόκλεια (Agathokleia)[1]
- Latino: Agathocles[1]
  - Femminili: Agathoclea[1]

## Origine e diffusione
Deriva dal nome Ἀγαθοκλῆς (Agathokles), composto dalle radici ἀγαθὴ (agathe, "bene", da cui anche Agata, Agazio, Agatone, Agatodoro e Agatangelo) e κλέος (kleos, "gloria", presente anche in Clio e Cleopatra). Può quindi significare "persona gloriosa", "noto per bontà" o "il bene è glorioso". È un nome molto raro, la cui forma femminile è ormai scomparsa.

## Onomastico
L'onomastico viene festeggiato il 17 settembre in ricordo di santa Agatoclia, martire.

## Persone
- Agatocle, nipote di Agatocle di Siracusa
- Agatocle, figlio di Lisimaco
- Agatocle, ministro di Tolomeo IV Filopatore
- Agatocle di Atrace, scrittore greco antico
- Agatocle di Cizico, storico greco antico
- Agatocle di Siracusa, tiranno di Siracusa e re di Sicilia